# Wino domowe
Wino domowe – napój winiarski wytwarzany na własny użytek. W polskich warunkach jest to najczęściej wino owocowe, produkowane między innymi z porzeczek, wiśni, jabłek, śliwek, winogron oraz owoców róży dzikiej. Inną kategorią są wina kwiatowe wytwarzane na bazie kwiatostanów mniszka lekarskiego, akacji czy też bzu czarnego. Wino domowe bywa również produkowane z ryżu lub rzadziej innego zboża.
Fermentacja odbywa się najczęściej w gąsiorach zakończonych rurką fermentacyjną. Po zakończeniu fermentacji młode wino ściąga się znad osadu za pomocą specjalnego węża w celu poddania wina procesowi dojrzewania. W warunkach domowych dojrzewanie przeprowadza się w tych samych naczyniach co proces fermentacji, jednak po kilkumiesięcznym etapie leżakowania gąsior zatyka się korkiem.
Fermentacja win domowych odbywa się dzięki obecności dzikich lub szlachetnych drożdży. Dzikie drożdże to te, które znajdują się na powierzchni owoców i przedostają się do moszczu podczas tłoczenia. Fermentacja przeprowadzona przy ich użyciu jest szybka, jednak drożdże zaprzestają fermentować w momencie, gdy moszcz osiągnie nieznaczną zawartość alkoholu, dając w efekcie nietrwałe wino. Stosowanie dodatku drożdży szlachetnych przedłuża ten proces oraz stwarza przewagę drożdży nad innymi szkodliwymi drobnoustrojami jak np. bakterie octowe czy bakterie fermentacji mlekowej, które powodują choroby wina. Drożdże szlachetne w zależności od ich rodzaju nadają winu charakterystyczne własności smakowo-zapachowe, czyli tzw. bukiet wina.
Domowi winiarze dobierają rodzaj drożdży winnych w zależności od przerabianych owoców oraz oczekiwanych cech gotowego wina.
Amatorzy domowej produkcji niekiedy próbują uzyskiwać wino podobne do słynnych win gronowych. W tym celu stosują kupażowanie odpowiednich dla danego rodzaju win owocowych, przeprowadzają fermentację na odpowiednich drożdżach winnych oraz stosują odpowiednie dodatki. Np. przy produkcji wina zbliżonego do tokaja stosuje się kupaż win: agrestowego, porzeczkowego i jabłkowego. Dodatkami, które w tym przypadku pozwalają zbliżyć cechy wina, mogą być miód i kozieradka. Innym przypadkiem jest produkcja wina zbliżonego do malagi. W jego przypadku do odpowiednio dobranych win owocowych dodaje się zagęszczoną i słodką esencję z wiśni, śliwek lub rodzynek; imitując w ten sposób cechy oryginalnej malagi, do której produkcji używa się zagęszczonego soku z winogron. Inną kategorią są domowe wermuty, do których produkcji używa się mało kwaśnych win owocowych z dodatkiem esencji ziołowej, z głównym udziałem piołunu.